# Grande-Digue
Grande-Digue est un village canadien du comté de Kent, à l'est du Nouveau-Brunswick. Le village a le statut de DSL. Dans le cadre de la réforme de la gouvernance locale du 1er janvier 2023, le DSL a été annexé à la communauté rurale de Beausoleil.

## Toponyme
Grande-Digue tire son nom d'une longue digue qui aurait été construite au XIXe siècle pour assécher des terrains marécageux, fertiles à l'agriculture, selon la technique acadienne des aboiteaux. Elle aurait été située du côté sud de la dune, selon le témoignage des anciens. Le bureau de poste a porté le nom de Grandique de 1867 à 1944. À l'origine, le village s'appelait Gédaïque. Le nom Shédiac est dérivé de ce dernier.
Le hameau de Bourgeois est vraisemblablement nommé ainsi en l'honneur de John J. Bourgeois, premier maître des postes. Le nom de Cap-des-Caissie rend hommage à plusieurs des premiers colons acadiens, soit Bélonie, Francis, Gabriel, Philippe et Urbain Caissie. La localité a déjà porté le nom de Caisey's Point.
Cap-de-Cocagne et Cocagne Cove sont nommés ainsi d'après la localité de Cocagne. Cap-de-Cocagne a porté le nom de Cocagne Cape jusqu'en 1955, et s'est aussi appelé Cocagne Shore. Selon les Archives provinciales du Nouveau-Brunswick, la Cocagne est nommée d'après la rivière Cocagne, qui elle-même fut baptisée par Nicolas Denys avant 1672 car il y « trouvay tant decquoy y faire bonne chère pendant huit jours que le mauvais temps m'obligea d'y demeurer ». Selon Alan Rayburn, le toponyme Cocagne est probablement issu du français cocagne « nom d'un pays imaginaire où tout est en abondance » attesté depuis le XIIIe siècle, puis dans l'expression pays de cocaigne « pays de cocagne » en 1533. Il s'agit d'un terme d'origine discutée. Une croyance veut que le toponyme soit plutôt d'origine micmaque mais William Francis Ganong rapporte que le nom historique de la localité est plutôt Wijulmacadie, ce qui se rapporte au nom d'une plante poussant au bord de la rivière.
L'origine du nom de Saint-Marcel n'est pas connue.

## Géographie

### Situation
Grande-Digue est situé à une trentaine de kilomètres à vol d'oiseau au nord-est de Moncton, dans le pays de Gédaïque. Le village à une superficie de 46,04 km2.
Le village est situé en grande partie sur une péninsule, bordée au sud par la baie de Shédiac, à l'est par le détroit de Northumberland, ainsi qu'au nord et à l'ouest par le havre de Cocagne, l'estuaire de la rivière Cocagne. La péninsule est rattachée au continent au sud-ouest. Parmi les principales caractéristiques, notons la pointe aux Renard au nord, le cap de Cocagne et le cap des Caissie à l'est. Au sud-est, une digue protégeant en partie la baie de Shédiac est terminée par la pointe Grande-Digue. À l'ouest, l'anse de Cocagne se trouve dans un « coin » de la péninsule. Il n'y a pas de cours d'eau important. Il y a de petites collines, la principale culmine à 30 mètres d'altitude.
Grande-Digue est limitrophe de Cocagne à l'ouest, de Dundas au sud-ouest et de Pont-de-Shédiac–Rivière-Shédiac au sud.
Grande-Digue est généralement considérée comme faisant partie de l'Acadie.

### Géologie
Le sous-sol de Grande-Digue est composé principalement de roches sédimentaires du groupe de Pictou datant du Pennsylvanien (entre 300 et 311 millions d'années).

### Villages et hameaux
À l'ouest, sur la partie continentale se trouve le hameau de Saint-Marcel. Après l'anse se trouve l'Anse-de-Cocagne. Au nord de la péninsule se trouve Cap-de-Cocagne. C'est un village comprenant plusieurs secteurs éparpillés. Sur la rive est se trouve Cap-des-Caissie, qui a une plus forte densité de population. Au sud de la péninsule s'élèvent, d'est en ouest, Bourgeois et Grande-Digue.

## Histoire
Royaume de Grande-Bretagne (1763-1801)

 Royaume-Uni de Grande-Bretagne et d'Irlande (1801-1867)

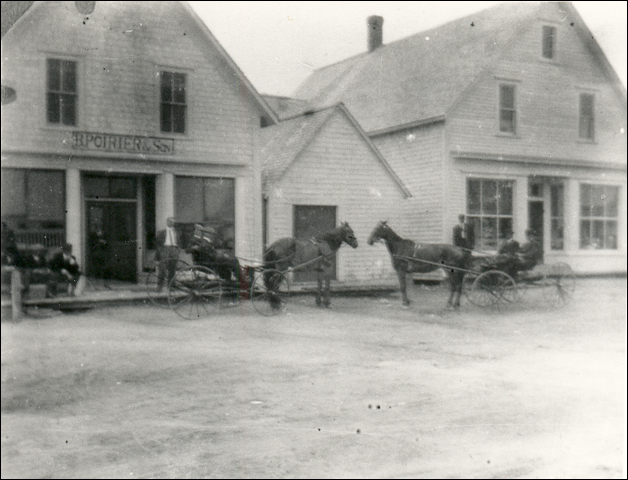
Une scène de Grande-Digue vers 1900, ici les magasins de Bruno Poirier et d'Étienne Poirier.

Grande-Digue est située dans le territoire historique des Micmacs, plus précisément dans le district de Sigenigteoag, qui comprend l'actuel côte Est du Nouveau-Brunswick, jusqu'à la baie de Fundy.
Charles Deschamps de Boishébert campe à l'hiver 1755-1756 au lieu-dit du Camp de Boihébert, à Cap-de-Cocagne.
Grande-Digue fut fondé en 1778 par Michel Haché, Joseph Caissie et quelques autres personnes. Ils ne reçurent le titre de propriété de leurs terres qu'en 1791. Grande-Digue était à l'époque le centre d'un seul grand village appelé Gédaïque, qui comprenait aussi Cap-de-Shédiac et Shédiac. L'église de Grande-Digue était la seule desservant tout le littoral entre Cocagne et Cap-Pelé. Vers 1786, les familles de Joseph Poirier, Sylvester Gallant, Joseph Arsenault et Pierre Arsenault, vinrent s'établir à Grande-Digue, ayant perdu leurs titres de propriété à Cap-de-Shédiac. Durant les années suivantes d'autres familles telles que les Bourgeois et les Léger arrivèrent au village.
Cap-de-Cocagne est recensé pour la première fois en 1866, alors que c'est un établissement agricole comptant 27 familles. Le bureau de poste de Grande-Digue ouvre ses portes en 1867. En 1871, Cap-de-Cocagne compte 200 habitants et Grande-Digue en compte 400. Cap-des-Caissie est recensé pour la première fois en 1871, alors qu'il y a 100 habitants. La date de fondation de Bourgeois n'est pas connue mais son bureau de poste ouvre en 1873. Le bureau de poste de Cap-de-Cocagne ouvre ses portes en 1884. En 1898, on dénombre 1 magasin et 40 habitants à Bourgeois alors que Cap-de-Cocagne compte 15 homarderies et 250 habitants. Cap-des-Caissie était à ce moment un établissement agricole et de pêche, comptant 1 homarderie et 200 habitants. Grande-Digue était toujours la plus grosse localité, avec 300 habitants, 2 magasins, 1 église, 1 hôtel et une économie à la fois agricole et forestière.
La date de fondation de Cocagne Cove est inconnue mais son bureau de poste date de 1917. Il en est de même pour Saint-Marcel en 1922. Le bureau de poste de Cap-des-Caissie ouvre ses portes en 1930. La Caisse populaire de Grande-Digue est fondée en 1938. Le bureau de poste de Cap-des-Caissie ferme ses portes en 1945. L'école de Cap-de-Cocagne ouvre ses portes en 1949. Les bureaux de poste de Bourgeois, Cap-de-Cocagne, de Cocagne Cove et de Saint-Marcel ferment leurs portes en 1955,,,. L'école Grande-Digue est inaugurée en 1984.
La Caisse populaire de Grande-Digue fusionne avec les caisses de Cocagne, Notre-Dame-de-Kent et Saint-Antoine en 2000 pour former la Caisse populaire Kent-Sud. Celle-ci fusionne avec la Caisse populaire Kent-Beauséjour en 2008 mais conserve son nom.

## Chronologie municipale
1778: Grande-Digue est fondé dans le comté de Sunbury de la Nouvelle-Écosse.
1784: Création de la province du Nouveau-Brunswick à partir du comté de Sunbury et d'une partie du comté de Cumberland.
1785: Le comté de Northumberland, dont Grande-Digue faisait partie, est formé.
1814: La paroisse de Wellington, dont Grande-Digue fait maintenant partie, est formée dans le comté de Northumberland. Le comté de Kent, dont la paroisse de Wellington fait maintenant partie, est formé la même année.
1826: La paroisse de Dundas, dont Grande-Digue fait maintenant partie, est formée à partir de la paroisse de Wellington.
9 novembre 1966: La paroisse de Dundas fut transformée en district de services locaux.
1984: Grande-Digue est séparé de la paroisse de Dundas,.

Évolution territoriale de la paroisse après 1966.

## Démographie
| 2011  | 2016  |
| ----- | ----- |
| 2 182 | 2 261 |

## Économie
Entreprise Kent, membre du Réseau Entreprise, a la responsabilité du développement économique.

## Administration

### Comité consultatif
En tant que district de services locaux, Grande-Digue est administré directement par le Ministère des Gouvernements locaux du Nouveau-Brunswick, secondé par un comité consultatif élu composé de cinq membres dont un président.
| Période | Période | Identité             | Étiquette | Qualité     |
| ------- | ------- | -------------------- | --------- | ----------- |
| 2017    | 2020    | Pierre Leblanc       |           | président   |
| 2017    | 2020    | Jean Bernard Poirier |           | secrétaire  |
| 2017    | 2020    | Katherine Kilfoil    |           | conseillère |
| 2017    | 2020    | Paul A Babineau      |           | conseiller  |
| 2017    | 2020    | Jean-Guy Poirier     |           | conseiller  |

### Commission de services régionaux
Grande-Digue fait partie de la Région 6, une commission de services régionaux (CSR) devant commencer officiellement ses activités le 1er janvier 2013. Contrairement aux municipalités, les DSL sont représentés au conseil par un nombre de représentants proportionnel à leur population et leur assiette fiscale. Ces représentants sont élus par les présidents des DSL mais sont nommés par le gouvernement s'il n'y a pas assez de présidents en fonction. Les services obligatoirement offerts par les CSR sont l'aménagement régional, l'aménagement local dans le cas des DSL, la gestion des déchets solides, la planification des mesures d'urgence ainsi que la collaboration en matière de services de police, la planification et le partage des coûts des infrastructures régionales de sport, de loisirs et de culture; d'autres services pourraient s'ajouter à cette liste.

### Représentation et tendances politiques
Nouveau-Brunswick: Grande-Digue fait partie de la circonscription provinciale de Claude Williams, du Parti progressiste-conservateur. Il fut élu en 2001 puis réélu en 2003, en 2006 et en 2010.
 Canada: Grande-Digue fait partie de la circonscription fédérale de Beauséjour. Cette circonscription est représentée à la Chambre des communes du Canada par Dominic LeBlanc, du Parti libéral.

## Vivre à Grande-Digue
Grande-Digue est traversé par les routes 11 et 134. La route 530 relie entre eux les différents hameaux. Il y a un bureau de poste à Grande-Digue. Le détachement de la Gendarmerie royale du Canada le plus proche est situé à Shédiac.
L'école Grande-Digue accueille les élèves de la maternelle à la 8e année. C'est une école publique francophone faisant partie du district scolaire #11.
L'église La Visitation est une église catholique romaine faisant partie de l'archidiocèse de Moncton.
Les francophones bénéficient du quotidien L'Acadie nouvelle, publié à Caraquet, ainsi que des hebdomadaires L'Étoile, de Dieppe, et Le Moniteur acadien, de Shédiac. Les anglophones bénéficient quant à eux des quotidiens Telegraph-Journal, publié à Saint-Jean et Times & Transcript, de Moncton.

## Culture

### Personnalités
- Georges Bourgeois (1954), pêcheur et poète, né à Grande-Digue;
- Joël Bourgeois, athlète;
- Paul-Pierre Bourgeois (1941-2007), historien et athlète, a joué un rôle important dans la Société historique de Grande-Digue, a écrit le livre Grande-Digue, Monographie historique d'une paroisse acadienne et a publié plusieurs articles dans Brins d'histoire et Chronique des villages, deux publications locales. Il a également contribué à la recherche sur les familles de Grande-Digue, en particulier sur les Bourgeois[28];
- Francis LeBlanc, astrophysicien, professeur et doyen à l'Université de Moncton, auteur de An Introduction to Stellar Astrophysics;
- Roméo LeBlanc (Memramcook, 1927 - Grande-Digue, 2009) était journaliste et fut élu député de Westmorland-Kent à la Chambre des communes du Canada en 1972. Il devint ministre des pêches sous Pierre Elliott Trudeau puis fut nommé au Sénat du Canada, dont il devint président en 1993. Jean Chrétien le nomma Gouverneur général du Canada en 1995 mais il démissionna de ce poste en 1999 pour raisons de maladie;
- Aurèle Léger (1894-1961), agriculteur, homme d'affaires et homme politique, né à Grande-Digue;
- Édouard-H. Léger (1866-1892), médecin et homme politique;
- Pierre Léger (1858-1900), fermier, marchand et homme politique;
- Ivan Vanhecke (Belgique, 1948 - Grande-Digue, 2011), artiste multidisciplinaire et enseignant.

### Grande-Digue dans la culture
Grande-Digue est mentionnée dans le recueil de poésie La terre tressée, de Claude Le Bouthillier. La localité fait partie du « pays de la Mariecomo », comprenant la côte entre Richibouctou au nord et Cap-Pelé au sud, dans le roman La Mariecomo de Régis Brun.